# Casares (Málaga)
Casares ist ein südspanischer Ort und eine Gemeinde (municipio) mit 8.486 Einwohnern (Stand: 2024) in der Provinz Málaga in der autonomen Gemeinschaft Andalusien.

## Lage und Klima
Der Ort Casares liegt an einem Hang zwischen den zerklüfteten und bewaldeten Bergen der Sierra Crestellina und de Sierra Bermeja ca. 4 km westlich des Río Genal in einer Höhe von ca. 435 m. Die Stadt Ronda liegt ca. 60 km (Fahrtstrecke) nördlich; der Felsen von Gibraltar befindet sich ca. 47 km südlich. Das Klima ist gemäßigt bis warm; Regen (ca. 755 mm/Jahr) fällt überwiegend im Winterhalbjahr.

## Bevölkerungsentwicklung
| Jahr      | 1857  | 1900  | 1950  | 2000  | 2020  |
| Einwohner | 4.428 | 6.024 | 6.004 | 3.387 | 7.321 |

Die Mechanisierung der Landwirtschaft, die Aufgabe bäuerlicher Kleinbetriebe (Höfesterben) und die daraus resultierende Arbeitslosigkeit in den Landgemeinden haben in der zweiten Hälfte des 20. Jahrhunderts zu einem zwischenzeitlichen Bevölkerungsschwund geführt (Landflucht), der erst durch den zunehmenden Tourismus und die Ausweisung neuer Wohnviertel aufgehalten bzw. ins Gegenteil verkehrt werden konnte.

## Wirtschaft
Der Ort und seine Bevölkerung sind traditionell von der Landwirtschaft abhängig. Angebaut werden Getreide, Wein, Oliven und Gemüsepflanzen wie Bohnen, Kichererbsen und Erbsen; traditionell spielen auch Esskastanien eine wichtige Rolle. Im 18. Jahrhundert erlebten viele Orte in der Serranía de Ronda einen wirtschaftlichen Aufschwung, der vor allem auf die Wein- und Schnapsherstellung zurückzuführen war. In den 1960er Jahren begann man mit der Entwicklung des Tourismus in Form der Vermietung von Ferienwohnungen (casas rurales).

## Geschichte
Die Geschichte von Casares reicht archäologischen Funden zufolge bis weit ins 1. Jahrtausend v. Chr. zurück, als das Gebiet einer ibero-phönizischen Bevölkerung Raum bot. Nach der Eroberung Spaniens durch die Römer im 2. Jahrhundert v. Chr. gründeten diese ca. 5 km westlich des heutigen Casares die Stadt Lacipo, die in der Herstellung von Olivenöl ihre ökonomische Basis hatte. Schon vor dem Zerfall des römischen Reiches aber verlor Lacipo zusehends an Bedeutung.
Die eigentliche Entwicklung von Casares begann dagegen erst in den Jahren zwischen 450 und 650. Mit der Eroberung Andalusiens durch die Mauren ab dem Jahr 711 geriet der Ort unter arabische Herrschaft und wurde tributpflichtig. Im Gegenzug dazu wurde es zu einer weitestgehend autonomen „Schutzzone“. Die maurischen Herrscher bauten Casares zu einem regional bedeutenden Verwaltungszentrum aus und versahen es mit einer Festungsanlage, dem Alcázar. Im „Pakt von Casares“ schlossen sich der kastilische König Pedro I. (Pedro der Grausame) und der Nasriden-Herrscher Muhammed V. zu einer Allianz zusammen, die die Wiedereinsetzung Muhammeds als obersten Herrscher zum Ziel hatte. 
Bis zur Rückeroberung (reconquista) durch die christlichen Truppen in den Jahren um 1484/5 blieb Casares Teil des nasridischen Taifa-Königreichs von Granada. Die Vertreibung der jetzt Morisken genannten Mauren aus Andalusien gelang in den unzugänglichen Sierras Andalusiens weniger gut als in den großen Städten; Reste der ehemals maurischen Bevölkerung schlossen sich im Jahr 1570 zu einer Rebellion gegen die christlichen Herrscher zusammen. Vor allem in den Alpujarras und in der Serranía de Ronda wurde diese schnell zu einer ernsthaften Bedrohung. Die blutige Niederschlagung der Rebellion durch die Herzöge von Arcos resultierte nicht nur in der Vertreibung der letzten Mauren, sondern führte auch zum allgemeinen Niedergang der Region.
Im Jahre 1885 wurde der spätere Rechtsanwalt Gil Blas Infante geboren. Der „Vater des andalusischen Nationalismus“ wurde am 11. August 1936 zu Beginn des spanischen Bürgerkrieges von nationalistischen Truppen ermordet. Die Casareños gedenken des berühmtesten Sohnes ihres Dorfes mit einer Statue auf der Plaza de España.

## Sehenswürdigkeiten

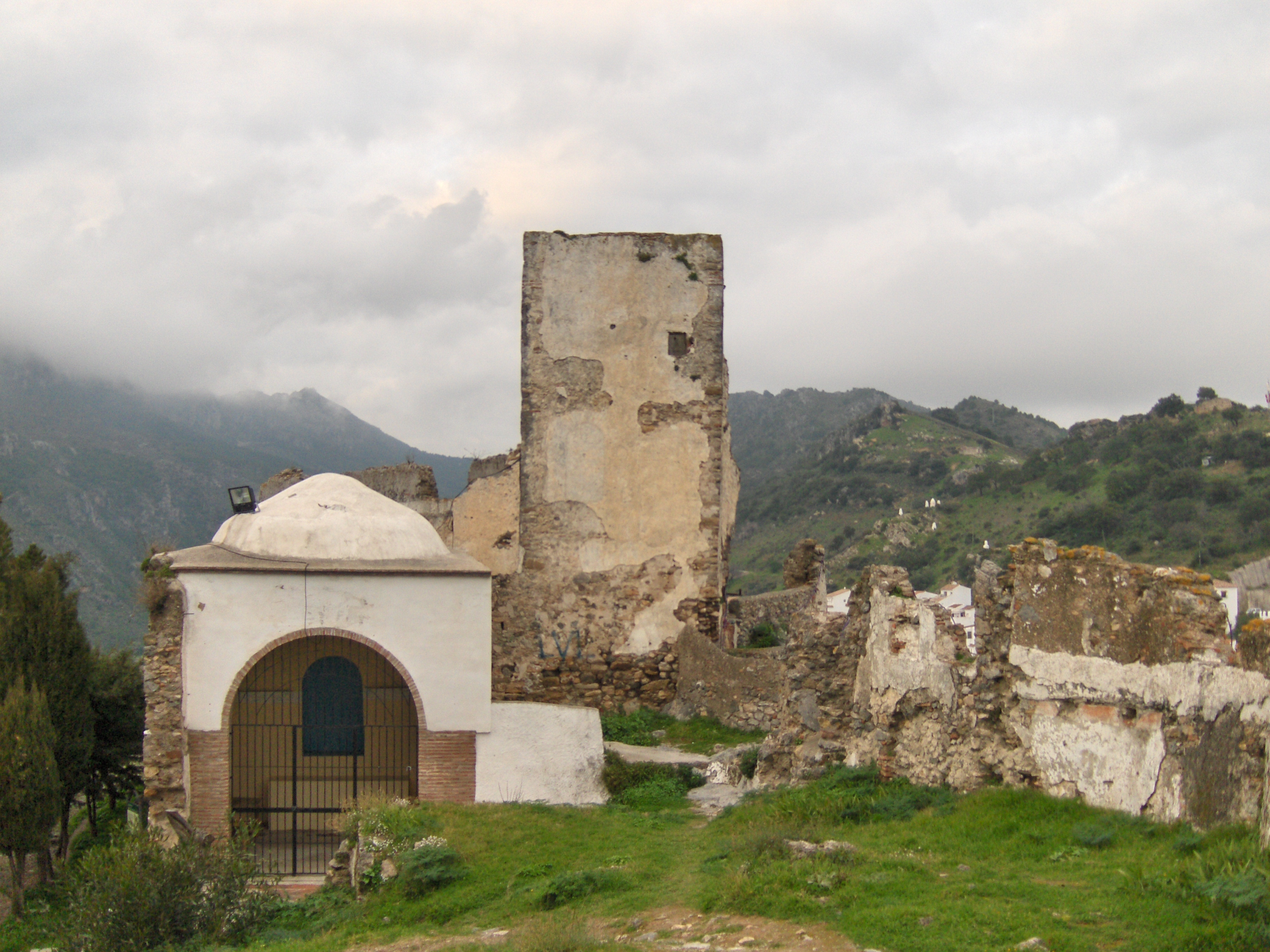
Burgruine (castillo) und Ermita de Vera Cruz

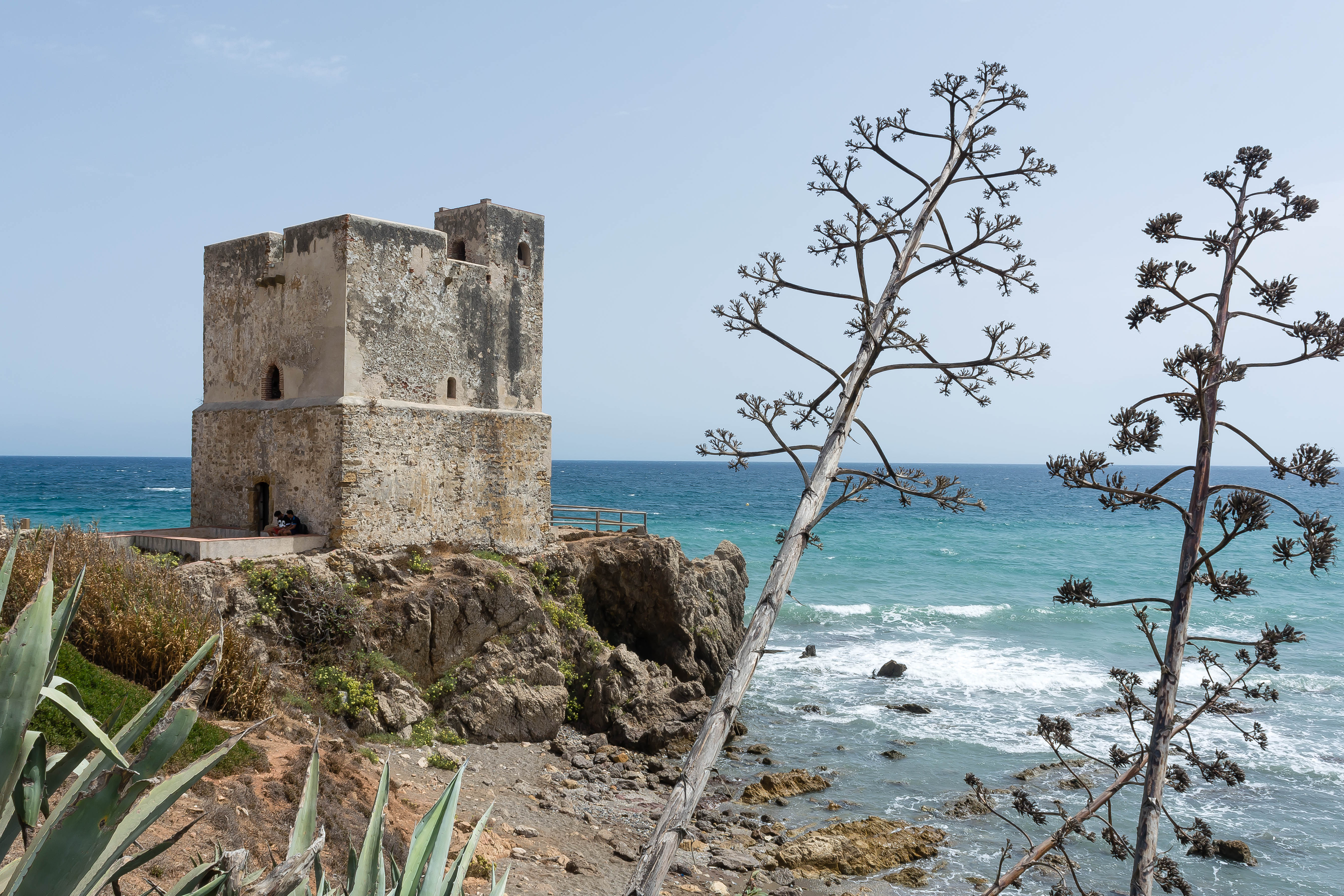
Torre del Sal

- Über dem Ort befinden sich die Ruinen der maurischen, später dann christlichen Festung.
- Unmittelbar daneben befindet sich die kleine Ermita de la Cruz.
- Die nahe bei der Burgruine gelegene Iglesia de La Encarnación ist ein dreischiffiger, basilikaler Bau mit Glockenturm (campanario) aus dem 16. Jahrhundert im Mudéjar-Stil. Sie dient heute als Kulturzentrum.[6]
- Zentrum des Ortes ist die kleine Plaza de España.
- Im Ortszentrum wurde ein kleines Museum (Museo de Etnohistoria) zur Geschichte und Kultur des Ortes eingerichtet.
- Die einschiffige Iglesia de San Sebastián ist die heutige Pfarrkirche des Ortes.

Umgebung
- Von der ca. 5 km westlich gelegenen Römerstadt Lacipo ist nicht mehr viel zu sehen.
- Gut 10 km südlich liegen die schwefelhaltigen Quellen der Baños de la Hedionda, die schon von Julius Caesar aufgesucht worden sein sollen. Reste der römischen Thermen sind erhalten. Hier befinden sich auch die Reste eines kurzen Aquädukts aus dem 16. Jahrhundert.
- Zu Casares gehört auch ein Abschnitt an der ca. 13 km südöstlich gelegenen Mittelmeerküste (Casares Costa).
- Auf einem Felsen an der Küste erhebt sich der Küstenwachturm des Torre del Sal.

## Persönlichkeiten
- Blas Infante (1885–1936) gilt als Vater der andalusischen Autonomiebewegung.